# Hitman 3
『Hitman 3』（ヒットマン3）は、IO Interactiveより2021年に発売されたステルス性重視のサードパーソン・シューティングゲームである。前作『Hitman 2』の続編で、リブートシリーズの3作目かつ完結編である。ウィンドウズ（PC版）、Nintendo Switch、PlayStation 4、PlayStation 5、Google Stadia、Xbox One、Xbox Series X/Sでリリースされた。PlayStation 4とPlayStation 5の日本語版はH2 INTERACTIVEより2021年8月26日にリリースされた。2021年9月29日に追加されたアップデートで、PlayStation 4、PlayStation 5以外のプラットフォームにも日本語字幕が追加された。
2022年1月20日、今作に多くの新要素を追加した『Hitman 3 Year2』が配信されたと同時に、第1作から今作までの全3作をセットにした「ヒットマン トリロジー（HITMAN Trilogy）」がXbox One、Xbox Series X/S、PS4、PS5、Microsoft Store、Epic Gamesストア、Steamで発売された。
2023年1月26日付でHitman 3とHITMAN Trilogyの販売を終了し、全3作をセットにした『ヒットマン ワールド・オブ・アサシネーション（HITMAN World of Assasination）』に改称した。既にHitman 3を所有している場合は無料でアップグレードが可能となっている。 また、『HITMAN World of Assassination』のPlayStation 5日本国内パッケージ版が2023年9月28日に、Nintendo Switch 2版が2025年6月5日に発売された。

## ストーリー

### シーズン3・プロローグ
エージェント47とダイアナ・バーンウッドはICA（エージェンシー）に所属する世界最高の暗殺者として名を馳せていた。しかし、知らず知らずの内に今まで行っていた暗殺が影のクライアントによって政治・経済を陰で操る組織「プロヴィデンス」の工作員を暗殺する様に仕向けられたことが判明。プロヴィデンスの幹部であるコンスタントは、ダイアナに影のクライアントの殺害と引き換えに47の過去を提示する取引を行う。このことをICA上層部に報告していないダイアナに疑問を感じながらも47は影のクライアントであるルーカス・グレーの配下を暗殺していく中で、ルーカスは47と同じ施設で育った親友であることが判明する。ルーカスの処置により失った記憶を取り戻した47は、子供時代にルーカスと交わした約束「プロヴィデンスの壊滅」を果たすため、ルーカスと行動を共にすることを決意。47とルーカスの尽力でコンスタントを拘束し、プロヴィデンスの創設者一族（プロヴィデンス・パートナーズ）3人の居場所を特定した。しかし、プロヴィデンスの真の管理者であるコンスタントことアーサー・エドワーズは、切り札を隠し持ちつつ拘束された船から脱出し姿をくらませたのであった。

### 世界の頂点（On Top Of The World）
プロヴィデンス・パートナーズの3人がドバイにある世界一高いビルとして新たに建設され、完成披露セレモニーが行われる予定となっているブルジュ・アル＝カザーリー（通称：セプター）にいることを知った47とルーカスは空から潜入する。しかし、アーサーがプロヴィデンス・パートナーズから財産と権限を奪おうとしていることに逸早く気付いたプロヴィデンス・パートナーズの一人であるアレクサ・クリスティン・カーライルは47の潜入と同時にヘリコプターでセプターから逃亡してしまう。暗殺対象者一人の逃亡という予想外の事態となったが、予定通り残りのプロヴィデンス・パートナーズであるカール・イングラムとマーカス・ストイフェサントの暗殺を行う。

その後、アレクサがイギリスのダートムーアに逃亡したことを知り、47とルーカスはイギリスに向かう。しかし、ルーカスは拘束したアーサーをダイアナが逃がしたのではないかと疑っていた。一方アーサーはダイアナに電話を行い、プロヴィデンス・パートナーズから財産と権限を奪取し殺すように仕向けたことは変革の為だと伝え、その真実は直に分かると意味深な言葉をダイアナに伝えるのであった。

### 家族の死（Death in the Family）
ダートムーアに到着した47とルーカスは、アレクサがソーンブリッジ・マナーと呼ばれる邸宅に逃げたことを知る。そこは初代コンスタントことヤヌスと3人のパートナーズによってプロヴィデンスを創設した場所であった。アレクサ自身の偽りの葬儀を明日に控えたその場所で、47達はアレクサの暗殺とコンスタントに関するファイルの奪取に動く。

アレクサの暗殺とファイルの奪取を行った直後、ダイアナとの無線が途絶えてしまう。邸宅を脱出する47にルーカスから警備員に見つかり窮地に陥っていることを伝えられる。47は警備員に変装して駆け付けるとルーカスは生け捕りにする警備員に囲まれ追い詰められた状態だった。ルーカスは47に、ダイアナの支援を受けられない事とオリヴィアと合流するように伝えて自決。47はオリヴィアにベルリンへ逃げるよう伝えた後にベルリンへ向かうのであった。一方プロヴィデンスの全ての権限と財産を手に入れたアーサーは、ダイアナの前に現れてあるファイルを見せる。それはダイアナの両親を暗殺したのが47だということを記載したプロヴィデンスの記録であった。

### 究極の捕食者（Apex Predator）
ベルリンに到着した47はオリヴィアとの合流地点であるガソリンスタンドへ向かうが、そこでオリヴィアが乗った車を発見する。ガードレールの先にある林を進んでいくと、オリヴィアからICAが送り込んだエージェント達に追われていることを知らされる。47はオリヴィアに隠れるように伝えるとICAのエージェント達の排除に動くのであった。

ICAが送り込んだエージェントを排除した47はオリヴィアが逃げ込んだダイナーで彼女と合流する。一方雪山のロッジに逃げ込んだダイアナはアーサーに電話をかける。アーサーは変革の為に手の届かない存在（アンタッチャブル）を倒したが、権力者がいる限り何も変わらないことを指摘する。アーサーはダイアナを次期コンスタントに任命し、内側から変革する担い手にならないかと誘う。そして時間が欲しいと要求するダイアナにアーサーは返答に見合う対価を要求するのであった。

### 時代の終わり（End of an Era）
オリヴィアと合流した47は、オリヴィアの反対を押し切って残された僅かなデータからアーサーの居場所を探ろうとする。しかし、アーサーは事前に自身の経歴を含めたデータを消すように仕向けており、更にクラッキングをしていることをICAが検知したことで、逆に居場所を特定されてしまい手詰まりになってしまう。そこで47はICAが今まで行ってきた暗殺を世間に公表することでICAを失墜させることを画策。データは重慶にあるICAのデータセンターに収められているが、データコアは2人の管理者にリンクされたバイオメトリック・ロックによって保護されている。その管理者とはICAの行動分析のトップであるイモジェン・ロイスと元サイバーテロリストでデータセキュリティの権威であるハッシュの2人。幸いにもオリヴィアによって2人が短時間の間に死亡するとロックが解除され、システムに侵入できる抜け穴があることを発見する。47はデータを入手出来るようにする為、監視ドローンが飛び交う厳重な警護体制が敷かれた重慶に向かうのであった。

一方、47によってICAが過去に行なった一連の暗殺行為が世界に公表されたニュースを見つめるアーサーに、ダイアナはプロヴィデンスに加わって次期コンスタントになることを電話で伝える。しかし、アーサーはコンスタント候補は他にもいることを伝えるが、ダイアナは47にとって唯一の弱点は自分自身であることを伝え、47を利用する画策を伝える。

### 別れ（The Farewell）
世界にICAの暗殺行為を公表した後誰もいないアジトに戻った47は、既に手を引いた筈のオリヴィアから連絡を受ける。それはアルゼンチンの空港でプロヴィデンスのバッジを付けたダイアナがアーサーの補佐官で元CIA工作員のタマラ・ビダルと同行していることを発見したことと、ワイン工場の所有者で弁護士のドン・アーチバルド・イエーツの引退パーティーでプロヴィデンスの会合が開かれるというものだった。プロヴィデンスに潜入したダイアナが助けを求めていると信じる47にオリヴィアは罠かもしれないと警戒感を示す。警告を告げるオリヴィアに感謝と別れの言葉を述べた47は一人ダイアナがいるアルゼンチンに向かう。メンドーサにあるワイン工場の前でダイアナと合流した47は、ダイアナがプロヴィデンスの次期コンスタントになって内側から壊す為に有力候補のドン・イエーツとダイアナを監視するタマラ・ビダルの暗殺を頼まれる。ダイアナから招待状を受け取った47は2人の暗殺に向かうのであった。

暗殺を終えた47にダイアナは、アーサーを殺すための算段を行うために夕方オリーブ畑に来てほしいと伝える。夕方になりオリーブ畑でダイアナと合流した47はダイアナに銃を向ける。プロヴィデンスに加入するために何を差し出したかを問う47を警備員が取り囲む。ダイアナがプロヴィデンスに加入するためにアーサーに差し出したのは47自身だったのだ。その後ダイアナは再会した際に予め47に仕込んでいた神経毒のスイッチを押す。毒により意識が薄れていく中、47自身の手でダイアナの家族が暗殺されたことをダイアナから告げられると47はすまなかったと謝罪する。毒で意識がなくなる47にダイアナは人は操られるべきではないこととこれは優しさだと告げるのであった。

### アンタッチャブル（Untouchable）
毒で意識が薄れていく中で47は、今まで行った暗殺行為を振り返り苦しんでいた。プロヴィデンスによって完璧な存在として作られ完璧に暗殺をこなすことは、名前もなく一人では何も出来ず、今まで誰かの指示で動いてただけという真実から目をそらす為だとダイアナは蔑む。一方ダイアナによって47はプロヴィデンスの医療施設に運ばれ、そこにアーサーが現れる。ダイアナは47を処分するように検討していたが、まだ利用価値があると判断したアーサーは再び記憶を消す処置を施そうとしていた。心の中で苦しむ47に心の中にいるルーカスが手を差し伸べる。毒の作用によって心が弱っている47に、ルーカスはダイアナがプロヴィデンスに加わったのは狡猾で賢いアーサーを欺く為で、アーサーを殺すことでプロヴィデンスをトップから壊すことだったと伝える。ダイアナの真意を理解し、過去と向き合った47は集中治療室で目覚める。治療室の扉を開けるとそこはプロヴィデンスが所有する軍用列車の中だった。プロヴィデンスを内側から破壊するため、47はアーサーのいる先頭車両に向かうのであった。

アーサーとの決着をつけた47は列車を停めて脱出する。その後プロヴィデンスに関与していた数々の会社のCEOが「一身上の都合」という名目で相次いで辞任するニュースが流れる中、ダイアナは自身の両親の暗殺記録とプロヴィデンスのバッジを暖炉に燃やして処分する。プロヴィデンスが解体された1年後、全てを終わらせた47はダイアナがいる山小屋に到着する。しかし、そこにはダイアナの姿はなく、携帯電話だけが残されていた。残された携帯電話で久々にダイアナと会話する47は、プロヴィデンスを解体してもこうした連中は後を絶たない事から再び暗殺者として活動することを告げる。だが、日差しに照らされたその姿は再びダイアナと一緒に行動できることに笑みを浮かべている様子が映されていた。

### 水の中の影（Shadows in the Water）
アーク・ソサエティの年次定例会議まで数週間を控え準備を進める中、ダイアナはルーカスから非公式な依頼があることを伝える。ルーカスは部隊の指揮を任せていたノエル・クレストにプロヴィデンスへの攻撃を止めてルーマニアで部隊を待機するように指示をしていたが、ノエルはそれを聞かずに部隊は暴走。彼らは国際強盗集団と名乗り、あらゆる破壊を厭わない強引な盗みを行うようになった。現在彼らはメイルストロムことワージル・カレが隠れ家の1つにしていたマラッカ海峡北部にあるアンブローズ島の人里離れた港を根城にしており、地元の海賊シンジケートと結託してマラッカ海峡を航行するタンカーを襲撃。そこにはエーテル社が極秘裏に輸送していた衛星コントロールユニットがあり、部隊はそれを強奪。プロヴィデンスへの攻撃を止めることで警戒を緩めさせるように仕向けたのが、彼らのエーテル社への攻撃によって警戒を強固にしてしまう恐れがある為、ルーカスは47にノエルの暗殺と衛星コントロールユニットの破壊を依頼。しかし、非公式のものであるため、ダイアナはICAから注意を逸らすためノエルと結託している海賊シンジケートのリーダーであるアッカに対してちょうどICAから暗殺依頼が来ていることを伝える。47はノエルとアッカの暗殺と衛星コントロールユニットの破壊を行う為、アンブローズ島へ潜入するのであった。

## ゲームシステム
伝説の暗殺者47となって、各ステージの目標を達成し、脱出するのが目的となる。

### 前作からの変更点
ワールド・オブ・アサシネーション・レガシー
前作Hitman2と同様に今作も前作、前々作のステージを今作のシステムでリマスターしたバージョンでプレイすることができる。また、前作と同様に前作のゲームデータを持っている場合は無償でアップグレードが可能となっている他、今作では新たに前作Hitman2の進行状況をそのまま引き継いでプレイすることが出来るようになっている。
フリースターターパック
今作では、一部のステージを期間限定で無料プレイができる「フリースターターパック」と呼ばれるエディションが追加された。
スナイパーアサシンモードのオンラインマルチプレイ要素を削除
今作もスナイパーアサシンモードが収録されているが、前作Hitman2にあったオンラインマルチプレイ要素が削除されている。
ゴーストモードの削除
前作Hitman2には5人を暗殺するまでのタイムを競うゴーストモードがあったが、今作では削除されている。
隠し通路の追加
今作では特定の条件を解除することで通行することが出来る隠し通路がマップに存在しており、解除することで次回以降のプレイで優位に進めることが出来るようになっている。
アイテム「カメラ」の追加。
今作では潜入アイテムとしてカメラが追加。電子ロックされた一部のドアをカメラにかざすことで開錠したり、オブジェクトをスキャンすることで新たな発見を行えるようになっている。
PlayStation VRに対応
PlayStation 4版にはシリーズ初となるPlayStation VRに対応している。
次世代機へのアップグレード対応
今作のPlayStation 4版はPlayStation 5版に無料でアップグレードが可能となっている。また、本作のXbox One版についても同様でXbox Series X/S版にアップグレードが可能となっている。

### Year2からの追加要素
PC RAY TRACING
今作のYear2のPC版にはレイトレーシングに対応した。
PC VR
今作のVRはPlayStation VRのみであったが、Year2からはPC版にもVR対応を行った。また、2024年6月5日にはMeta Quest 3版が発売された。
エルーシブ・ターゲット・アーケード
今作のYear2からは「エルーシブ・ターゲット・アーケード」と呼ばれる新モードが追加された。
このモードでは特定の条件が定められた複数のエルシーブ・ターゲットのコントラクトを1つのグループにしたミッションが追加され、コントラクトを1つクリアする毎に条件が厳しくなり、グループ内のコントラクトを全てクリアすると報酬が獲得できる。グループ化されたミッションは追加されて以降プレイ可能期間が定められておらず、いつでもプレイ可能だが、グループ内のコントラクトで失敗すると再チャレンジまで12時間ロックされる。また、コントラクト内でのセーブは不可能、リスタートができないため慎重な行動が求められる。
フリーランサー
今作のYear2からはローグライク要素を取り入れた新要素「フリーランサー」が追加された。ここではプレイヤー自身でカスタマイズ可能な新たなマップとしてセーフハウスが追加され、犯罪シンジケートのメンバーを暗殺して壊滅させるミッションを行う。シンジケートのメンバーの暗殺を行うたびにMersusと呼ばれる通貨が追加され、Mersusを消費することでセーフハウスに新たな要素を追加したりカスタイムズが可能となる。しかし、暗殺を失敗して暗殺対象を取り逃がしてしまうと武器やMersusを失うだけでなく、最初からやり直しになってしまうため注意が必要。また、各ミッションの準備フェーズはセーフハウスで行うように変更される。

## 登場人物

### 主要人物
エージェント47
本作の主人公。「ザ・エージェンシー」に所属する暗殺者。数々の暗殺を成し遂げて世界を変えたことから史上最高の暗殺者と呼ばれていて、表の世界では都市伝説化している。HITMAN 2での一件で失われていた記憶を思い出し、記憶を消される前に交わした「プロヴィデンスを壊滅させる」という約束を果たす為にルーカスと行動を共にしている。
ダイアナ・バーンウッド
「ザ・エージェンシー」に所属する、47のオペレーターの女性。ICAでの訓練時からの付き合いであるため、47は彼女を信頼している。
プロヴィデンスの暗殺者だった頃の47によって両親を暗殺された過去を持つが、47とダイアナはこのことをまだ知らない。
ルーカス・グレー/サブジェクト6
影のクライアントと呼ばれている人物で、正体は47と同じプロヴィデンスの研究所で育った実験体。
プロヴィデンスを壊滅するために暗躍しており、HITMAN 2での一件で47の記憶を取り戻させ、その後は47と行動を共にする。
オリヴィア・ホール
ルーカスに協力している天才若手クラッカー。シェラレオネ人で、内戦末期にルーカスと出会った。ダイアナと共に47とルーカスの潜入をサポートしている。
コンスタント/アーサー・エドワーズ
政財界を陰で操る秘密結社プロヴィデンスの最高幹部。前作47とルーカスの尽力で拘束されていたが、拘束していた船の船員を利用して逃亡する。

### メインミッション・シーズン3の登場人物

#### 世界の頂点（ドバイ）
カール・イングラム（Carl Ingram）
暗殺対象。3人いるプロヴィデンス・パートナーズの1人。前作のスゴール島でコンスタントが拘束された為、情報漏れによる暗殺と資産の消失を恐れて表向きは肺疾患による心不全で死亡したことになっている。
自身の事を嗅ぎまわっているジャーナリストの追い出しとアーサーの排除を行うためにザナを呼び出している。
マーカス・ストイフェサント（Marcus Stuyvesant）
暗殺対象。3人いるプロヴィデンス・パートナーズの1人で最年少。前作のスゴール島でコンスタントが拘束された為、情報漏れによる暗殺と資産の消失を恐れて一人娘であるコーネリアには死んだことにして行方をくらませていた。
セプターの完成披露パーティーに出席しているコーネリアに次期パートナーズにならないかと誘う。
シャイフ・オマール・アル＝ガザーリー（Sheikh Omar Al-Ghazali）
ドバイに建設した世界一高いビル「ブルジュ・アル＝カザーリー（通称：セプター）」のオーナーで、ヒットマン１のパリに登場したシャイフ・サルマン・アル＝ガザーリーの従兄弟。
アル＝カザーリー家の支援によりセプターを建設して完成。47の潜入時がちょうど完成披露セレモニーの日だった。
コーネリア・ストイフェサント（Cornelia Stuyvesant）
マーカスの一人娘で死んだ父親の跡を継いで芸術財団を運営している。ブルジュ・アル＝カザーリーのVIPバーにいるが、状況の読めないルーシーの慰めに困惑している。前作のスゴール島では、アークソサエティのメンバーとして登場していた。
エスカレーション「ダートムーアガーデンショー」では審査員として来賓している。
ルーシー・フィリップス（Lucy Philips）
ブルジュ・アル＝カザーリーの展示室にアートインスタレーションの太陽という展示物を展示している芸術家。ストイフェサント家が設立した芸術財団の支援で活動できることに感謝しているが、コーネリアが父親の死に悲しんでいると勘違いして慰め続けている。
エスカレーション「ダートムーアガーデンショー」では審査員として来賓している。
ケリー・トー（Kelly To）
シャイフ・オマール・アル＝ガザーリーの秘書。ザナをカールの所へ案内するように指示されているが、ザナがボディーチェックを頑なに拒否するため困り果てている。
ザナ・カゼム（Zana Kazem）
アル＝カザーリー家とも繋がりがあるテロ組織クリスタル・ドーンの工作員で別名「ハゲタカ」。雇い主であるシャイフ・オマールを経由して依頼してきたカールに呼び出されるが、ボディーチェックを頑なに拒否したため追い出されてしまう。
ルーカスとも面識があり、ルーカスは彼にある依頼をしようとしたが、依頼する前にHitman2の登場人物であるメイルストロムに依頼したため断念した。
ハンス・ルフト（Hans Lucht）
ピューリッツァー賞を獲得したことがあるフリージャーナリスト。アル＝カザーリー家が何かを隠しているというのを知り、周辺を嗅ぎまわっている。
カーセック・クルクラニ（Karthek Kulkrani）
マーカスのボディーガードに志願している男性。Hitman2の登場人物であるダウッド・ランガンと仕事をした経験やナイフ投げが得意という出鱈目な経歴を経歴書に記載している。
トミー・マーヴェリック（Tommy Maverick）
セプターのヘリポートに停めているヘリコプターのパイロット。ヘリコプターのカギを紛失しており探している。
ロベルト・フランクリッタ（Roberto Franculitta）
カールに料理を作る有名なシェフ。料理に並々ならぬ情熱を持ち一切の妥協を許さない。
セバスチャン・サトウ（Sebastian Sato）
Hitman1のパリにも登場したファッションデザイナー。
「セバスチャンの法則」「ダートムーアガーデンショー」と2つのエスカレーションにも登場。前者では暗殺対象となっている。

#### 家族の死（ダートムーア）
アレクサ・クリスティン・カーライル（Alexa Christine Carlisle）
暗殺対象。3人いるプロヴィデンス・パートナーズの最後の生き残り。前作のスゴール島でコンスタントが拘束された為、情報漏れによる暗殺と資産の消失を恐れて表向きは自身を死亡したことにしていた。
その後コンスタントがプロヴィデンスの資産奪取に動いていることに気付いて47達がセプターへ潜入するのと同じタイミングにヘリで脱出後、プロヴィデンス創設の地であるソーンブリッジ・マナーに戻る。
尚、コンスタントに関する情報を収めたファイルを屋敷の金庫に保管している為、そのファイルの奪取も目的となる。
エルーシブ・ターゲット「コレクター」では絵画の所有者として登場。絵画を奪取しようとしているコディーに命を狙われている。
ザカリー・カーライル（Zachary Carlisle）
ソーン・ブリッジマナーに住むアレクサの弟。アレクサがソーンブリッジ・マナーに帰ってきた朝、鍵のかかった寝室で遺体となって発見される。
生前はガーデニングをしながら屋敷に引き籠っており、アレクサの葬儀でやってきた親族からは気味悪がられていた。
グレゴリー・カーライル（Gregory Carlisle）
アレクサの長男。アレクサの葬儀のために家族と共にソーンブリッジ・マナーに訪れた。気が動転しているエドワードのことを心配している。
エドワード・カーライル（Prof.Edward Carlisle）
アレクサの次男で大学教授。アレクサの葬儀のためにソーンブリッジ・マナーに訪れたが、アレクサが生きていたことやザカリーの死に困惑し気が動転している。
カサンドラ・コックスという女性と結婚するが後に離婚。離婚後もカサンドラと復縁しようと執着しており、執拗に電話をしている。
レベッカ・カーライル（Rebecca Carlisle）
アレクサの末娘で出版社に勤めている。アレクサの葬儀のためにソーンブリッジ・マナーに訪れた。生前のザカリーから友人の本の出版について相談を受けていた。
エマ・カーライル（Emma Carlisle）
グレゴリーの妻。アレクサの葬儀のために家族と共にソーンブリッジ・マナーに訪れた。
パトリック・カーライル（Patrick Carlisle）
グレゴリーとエマの息子。アレクサの葬儀のために家族と共にソーンブリッジ・マナーに訪れた。
女性を口説いてはロンドンで夜遊びをして過ごす毎日を送っている。カーライル一族のある風習を不気味なものと毛嫌いしている。
ミスター・ファーンズビー（Mr. Fernsby）
長年カーライル家に仕える執事。ザカリーの遺体の第一発見者。
ロージー（Rosie）
ソーンブリッジ・マナーで働くメイド。ザカリーが死んだ夜にパトリックとロンドンで一夜を共にしたことで恋をしたが、単なる夜遊びだと切り捨てられ傷心している。
エレイン（Elaine）
ソーンブリッジ・マナーで働くメイド。パトリックが口説きに来るが、夜遊びの実態を知っているからか軽くあしらっている。
モンゴメリー・カーライル（Montgomery Carlisle）
アレクサとザカリーの兄で、故人。アレクサがカーライル家の財産を手に入れるために、アレクサとザカリーの策略で1974年に屋敷のバルコニーから転落死した。
トーマス・カーライル（Thomas Carlisle）
アレクサ、ザカリー、モンゴメリーの父親で、先代のカーライル家当主。故人。死期が近づいた際に長男であるモンゴメリーにカーライル家の財産を相続させようとしていたが、転落死したためアレクサに相続させた。
フィニアス・ウィットマー（Phineas Witmer）
ロンドンで活動している私立探偵。アレクサに呼び出されてソーンブリッジ・マナーにやってきた。観察眼が鋭く、一目見ただけで屋敷の警備が手薄になっている箇所を指摘している。
レオナルド・パーソンズ（Leonard Parsons）
ソーンブリッジ・マナーにやってきた葬儀屋。近くの樹に鳥が巣を作っていることで鳴き声がうるさく、葬儀の準備が出来ずに怒っている。
フリン・シャープ（Flynn Sharp）
家族の集合写真を撮影するためにアレクサが呼び出したカメラマン。庭にある配電盤のヒューズが飛んでしまい、カメラ撮影が出来ず困っている。

#### 究極の捕食者（ベルリン）
ICAエージェント
47とオリヴィアを抹殺するためにICAが送り込んだエージェント達。初回プレイ時にはインスティクトでターゲットが赤く表示されない。
エージェント・モントゴメリー（Agent Montgomery）
別名「ザ・リーダー」と呼ばれているICAエージェント。元Navy SEALs出身でエージェントとして高い能力を持っている。
しかし、傲慢な性格をしていて47を含めた他のエージェントを見下しており、オペレーターとして指示を出すシャオに対しても挑発的な態度を取る。
エージェント・チェンバレン（Agent Chamberlin）
別名「ザ・ジョーカー」と呼ばれているICAエージェント。元S.A.Sの諜報員で、エージェントとして非常に高い能力を持つ。
エージェント・スワン（Agent Swan）
別名「ザ・スワンソング」と呼ばれているベテランICAエージェント。元アスリートで真面目な性格をしており、ターゲットを仕留める武器としてボウガンを多用する。
前作Hitman2のエルーシブ・ターゲット「不死身」「帰ってきた不死身男」では、暗殺対象のマーク・ファバがターゲットにしていた2人のICAエージェントの1人として電話の会話に挙がっている。
エージェント・ダベンポート（Agent Davenport）
別名「ザ・ルーキー」、「ザ・ポイゾナー」と呼ばれるICAエージェント。経験不足はあるものの、優れた実績を持つ。毒を使用した暗殺方法を好む。
前作Hitman2のエルーシブ・ターゲット「不死身」「帰ってきた不死身男」では、暗殺対象のマーク・ファバがターゲットにしていた2人のICAエージェントの1人として電話の会話に挙がっている。
エージェント・バナー（Agent Banner）
別名「ザ・ウォール」と呼ばれているベテランICAエージェント。単独行動を好み、他のエージェントやシャオとやり取りをあまり行わない。
エージェント・トレメイン（Agent Tremaine）
別名「ザ・スナイパー」と呼ばれているICAエージェント。スカウトに長けており、特にスナイパーライフルによる遠くからの狙撃を得意としている。
エージェント・テムズ（Agent Thames）
別名「ザ・プロフェッショナル」と呼ばれているICAエージェント。控えめな性格ながら卑劣な行動をするが、他人の会話に巻き込まれると非常に気が散る傾向にある。
エージェント・ローウェンタール（Agent Lowenthal）
別名「ザ・イングリッシュマン」と呼ばれているICAエージェント。冷血な暗殺者であるが、低血糖症に苦しんでおり、常に空腹の状態になっている。
エージェント・プライス（Agent Price）
新人ICAエージェント。この任務が最初の任務で、単独で動いて追い詰めるように「狩り」を楽しんでいる。
エージェント・グリーン（Agent Green）
別名「ザ・スカウト」と呼ばれているICAエージェント。別名の通りスカウトに長けており、非常に高い視力を持つ。
エージェント・ローズ（Agent Rhodes）
別名「ザ・ベテラン」と呼ばれているICAエージェント。落ち着いていて礼儀正しい性格をしており、ネゴシエーションを得意としている。
シャオ（Jiao）
ベルリンにいるICAエージェント達と連絡を取っている女性オペレーター。別の場所から連絡を行っている為、姿はなく音声のみの登場。
ロルフ・ヒルシュミュラー（Rolf Hirschmüller）
廃棄された発電所を改装した「Club Hölle」のオーナー。
ニコラス・ヴェルモレス（Nicholas Velmorres）
「Club Hölle」にいる売り子で別名「フロリダマン」。前作Hitman2のマイアミではココナッツボールの屋台の売り子として登場していた。入浴剤に偽装したドラッグを販売している。
アーノルド・デ・ランジ（Arnaud De Lange）
「Club Hölle」のDJ。
ヤン・デ・グラフ（Jan De Graaf）
エグバート（Egbert）という名義で活動している「Club Hölle」のDJ。
ジュリアス・デ・コニング（Julius De Koning）
「Club Hölle」のDJ。
ディエデリック・ヴァン・ダー・ヘイデン（Diederik Van Der Heijeden）
「Club Hölle」のDJ。
ヒューゴ・グロバー（Hugo Großer）
軽食を届けに来た配達員。
ミハエル・"ミシュー"・ネンコフ（Michael "Mishoo" Nenkov）
「Club Hölle」でドラッグを売るバイヤー。

#### 時代の終わり（重慶）
ハッシュ（Hush）
暗殺対象。ICAのアナリスト・研究部門のリーダーで、オリヴィアにサイバーセキュリティ技術を教えた師匠。本名不明。
イモジェン・ロイス（Imogen Royce）
暗殺対象。ICAのアナリスト・研究部門に所属する研究員。試験運用として上空に監視用ドローンを複数体飛ばしている他、ICAで働く職員の行動分析の実験を行っている。
アンガス・プリチャード（Angus Pritchard）
ICAの理事。ICAのデータセンターの査察とイモジェンとの面談の為、重慶に訪れている。
チェン・ティン（Chen Ting）
ICAの施設を案内するガイド。
シスター・レイ（Sister Lei）
ハッシュの右腕とも呼ばれている研究員。
ジュンリー・スー（Junli Xu）
ICAの施設でマインドコントロール装置の操作をしている研究員。ハッシュから人体に対する施術実験を行うよう指示されているが、危険性を認知している為、途中で中止してしまう。
モグワイ・ツン（Mogwai Tzun）
ハッシュのボディーガード。太めの体格にピンクのブレザーという特徴的な見た目をしている。エスカレーション「リー・ホン誘導」では暗殺対象となっている。
モデルは「Hitman: Codename 47」に登場した同名のキャラクター。
シャロン・リード（Sharon Reed）
ICAのデータセンターのメンテナンスクルー。イモジェンの行動分析の実験対象にされている。
ジェレミー・ボルト（Jeremy Bolt）
ICAの施設の警備員。イモジェンの行動分析の実験対象にされている。
リー・ホン（Lee Hong）
重慶のレストランで食事をしている一般客。エスカレーション「リー・ホン誘導」では暗殺対象となっている。
モデルは「Hitman: Codename 47」に登場した同名のキャラクター。

#### 別れ（メンドーサ）
ドン・アーチバルド・イェーツ（Don Archibald Yates）
暗殺対象。プロヴィデンスに所属する悪徳弁護士。Hitman1に登場したケン・モーガンと共同で弁護士事務所を設立、ケン・モーガン亡き後は所長となった。
プロヴィデンスの古参メンバーで自身が次期コンスタントになるべきと考えており、コンスタントの有力候補としてプロヴィデンスの会合に出席しているダイアナを快く思っていない。
タマラ・ビダル（Tamara Vidal）
暗殺対象。元CIAエージェントで、アーサーの補佐官。アーサーの指示でプロヴィデンスの会合に参加しているダイアナを監視しており、常に行動を共にしている。
ヴァレンティーナ・イエーツ（Valentina Yates）
ドン・イエーツの妻で、ワイナリーの共同経営者。アルゼンチン大使を務めており、中国政府との貿易条約の締結を進めていたが、ドン・イェーツの仕事の影響で支障をきたしている。
ガブリエル・ヴァルガス（Gabriel Vargas）
ドン・イエーツが経営しているワイナリーの工場長。イエーツからダイアナ達の工場見学の案内を頼まれていたが、ブドウの収穫が気になって離れられなくなっている。
フアン・コルタザール（Juan Cortázar）
ドン・イェーツの警護部長。
ミハイル・カディール（Mikhail Kadir）
ドン・イェーツに仕えるプロヴィデンス・ヘラルド。調査報告を行うため、会合に出席している。
コルヴォ・ブラック（Corvo Black）
ドン・イエーツの弁護士事務所で働く仲介人。証拠の改ざんや証人への脅迫、強盗、殺人といった汚れ仕事を行っている。ダイアナを抹殺するため、ダイアナ達の工場見学に同行する。ダイアナを抹殺後に47を罠にかける話をドン・イェーツとしていたが、47のことを都市伝説だと思っている。
アーロン・フォード・ジュニア（Aron Ford Jr.）
ドン・イエーツの弁護士事務所のジュニアパートナー。ドン・イエーツから重要な書類を持ってくるように呼び出されていた。バードウォッチングが趣味で珍しい鳥を見つけては足を止めている。
ダートムーアのミッションにも登場しており、アレクサの遺産相続の対応を行っていた。なおアレクサは彼を下級弁護士呼ばわりして快く思っておらず、同ミッション内ではドン・イェーツに電話をして何故彼を派遣したのか説明を求めていた。
パメラ・キングスリー（Pamela Kingsley）
GNNニュースの女性キャスターで愛称は「パム」。引退するドン・イェーツの取材をするため訪問している。
HITMANではパリとマラケシュのミッションに登場していた他、本作でも幕間のムービーやステージ内にあるテレビで流れるニュースにも登場している。
ジェイ・スミス（Jay Smith）
GNNニュースのカメラマンで愛称は「ニール」。パメラが行う取材に同行し、撮影している。
パメラと同様にHITMANではパリとマラケシュのミッションに登場していた。
ハイジ・サントロ（Heidi Santoro）
人気ロックバンド「The Class」の女性ギタリスト。HITMANではバンコク、HITMAN2ではマイアミのミッションにも登場していた。
アルゼンチンにはライブツアーで来ており、デキシ―に誘われてドン・イエーツのパーティーに出席しているが、親友だったハンナ・ハイムーアが死亡した事件の一件もあって不快感を示している。
デクシー・バラット（Dexy Barat）
人気ロックバンド「The Class」のマネージャー。HITMANではバンコクにも登場していた。アルゼンチンにはライブツアーで来ており、ハイジを誘ってドン・イエーツのパーティーに出席している。
ケンジントン（Miss Kensington）
ダイナスティ・グローバル社のCEOでプロヴィデンスのメンバー。ブラックピラミッドと呼ばれる仮想会議室でダイアナと知り合っている。
ドロレス・パウウェル（Dolores Powell）
ICAの元オペレーターでダイアナとは旧知の仲。パートナーだったエージェントがターゲット以外の全員を殺害してしまったことから責任を感じて引退した。47がICAの暗殺記録をリークしたことで自身の名前が出てきたことに驚いている。
レナ・ビョルンショージ（Lena Bjoernshauge）
クローンシュタット社のCEOでプロヴィデンスのメンバー。HITMAN2のマイアミでの暗殺対象だったロバート・ノックスの後任として就任した。
元々CEO就任の序列は当時トップのロバートと次期CEOのシエラに続く3番目の位置におり、ノックス親子の死後に役員会が外部から招聘した人物がCEOに就任することが決まり一度候補から外れたが、その人物が事故死したため最終的にトップとなった経緯がある。
国務長官
パーティーのダンスフロア脇で談話している男性ゲストで、本名不明。大学時代にプロヴィデンスにスカウトされ、その後ドン・イエーツの法律事務所に就職。様々な会社での活動を経て国務長官になった。
話の内容に出てくる経歴からモデルは第70代アメリカ合衆国国務長官のマイク・ポンペオ。
エリノア・ウェストアップ（Ellinor Westrup）
ファッションブランド「SANGUINE」のモデルでスパイ集団「IAGO」の元スパイ。HITMANのマラケシュのミッションに登場していて、その時は暗殺対象だったレーザ・ゼイダン将軍の愛人だった。
ゼイダン将軍と別れた後、スパイ稼業から足を洗いモデルの仕事に専念している。パーティーのダンスフロアで友人と踊っている。
ヘルムート・クルーガー（Helmut Kruger）
ファッションブランド「SANGUINE」のモデルでスパイ集団「IAGO」のスパイ。HITMANのパリのミッションに登場していて、47にそっくりな見た目をしている。
パーティーのテーブル席に名前があるが、出席していないため姿はない。開発者によるとジェイソン・ポートマンと共に登場させる予定だったが予算の都合でカットしたのだという。

#### アンタッチャブル（カルパティア山脈）
オーソン・ミルズ（Orson Mills）
プロヴィデンスでアーサーの警護をしている警備スタッフ。前作HITMAN2にも登場しており、その時は暗殺対象であったアルマ・レイナードの恋人だった。アルマが47に殺害された後もルーカスが率いる組織で活動していたが、後に捕まって身の安全と引き換えにプロヴィデンスの警備スタッフになった。捕まった47を見て、嫌な予感がすると同僚に話していた。
アンブローズ島のミッションにも登場しており、ノエルの傭兵部隊の一員として参加している。

#### 水の中の影（アンブローズ島）
ノエル・クレスト（Noel Crest）
暗殺対象。ルーカスが率いていた傭兵部隊を任されていた人物。ルーカスからプロヴィデンスへの攻撃を止めてルーマニアで待機するように指示を受けていたが、命令を無視して暴走。部隊は国際強盗集団と名乗り、民間人の殺害や破壊を厭わない過激な盗みを行うようになった。彼らはメイルストロムことワージル・カレが隠れ家の1つにしていたアンブローズ島の人里離れた港を根城にしており、地元の海賊シンジケートと結託して通りすがりのタンカーを襲撃。秘密裏に海上輸送していたエーテル社の衛星コントロールユニットを奪取した。彼らがエーテル社に対して攻撃することでプロヴィデンスの防御を強固にしてしまう恐れがある為、ルーカスは47にノエルの暗殺とコントロールユニットの破壊を依頼した。
シンヒー・ヴェンサン（Sinhi "Akka" Venthan）
暗殺対象。別名「アッカ」と呼ばれているノエルの傭兵部隊と結託している地元の海賊シンジケートのリーダー。ノエルの暗殺は非公式のものとなるため、ICAの注意を逸らすためにちょうどICAのターゲットとなっていた彼女の暗殺を行うこととなった。
エージェント・スミス（Agent Carlton Smith）
CIAのエージェントでヒットマンシリーズではお馴染みのキャラクター。海賊と接触する乗組員の監視を行う為、タンカーに潜入するも誤って別のタンカーに潜入してしまったうえ、ノエルの襲撃によって拘束され、アンブローズ島に星条旗柄のパンツ一丁の姿で幽閉されてしまう。
エルーシブ・ターゲット「バンカー」では、ハイステークスポーカーゲームの招待状を持つ人物として登場。ル・シッフルの部下の中にスミスの素性を知る人物がいるため、47に招待状と引き換えにその人物の暗殺を依頼する。尚、47が他の登場人物から招待状を入手した場合は、ポーカーゲームのプレイヤーとして一緒に参戦する。
トーレス・ピオンボ（Torres Piombo）
ヒッピーの格好をした青年。卒業論文を書くグレゴリーと共にアンブローズ島を訪れている。Hitmanのサピエンツァ、Hitman2のコロンビアのミッションにも登場していた。
グレゴリー・M・イェーガー（Gregory M. Yeager）
生物の毒に関する研究結果を卒業論文に書くため、トーレスと共にアンブローズ島訪れている青年。Hitman2のコロンビアのミッションにも登場していた。

### 特別ミッション

#### 七つの大罪（Seven Deadly Sins）
有料ダウンロードコンテンツとして配信されているエスカレーション。各ミッションは47の内面にある七つの大罪を具現化したものとなっている。

##### 強欲の目録
グリード（Greed）
『強欲』を司るカエル。ドバイのどこかにある特別な金貨を欲していて、集めるように指示する。

##### 傲慢の果てに
プライド（Pride）
『傲慢』を司る孔雀。2種類の武器を提示し、どちらか一方の武器を使用してミッションを行うように指示する。

##### 怠惰の枯渇
スロウス（Sloth）
『怠惰』を司るカタツムリ。47にはエネルギーが設定されており、限られたエネルギーの中でミッションを遂行するように指示する。

##### 色欲の逢瀬
ラスト（Lust）
『色欲』を司るヘビ。金庫に隠された手がかりを頼りにベルリンのダンスフロアにいるターゲットを見つけるミッションを行うよう指示する。尚、ターゲットはランダムで毎回変わる仕様になっている。

##### 暴食鬼の飽食
グラトニー（Gluttony）
『暴食』を司る豚。食べ物を欲しており、豚のフェイスマスクを付けた兵士から指定された食べ物を奪って大皿に持ってくるように指示する。

##### 嫉妬の闘争
エンヴィー（Envy）
『嫉妬』を司る犬。47と似ている暗殺者がもう一人おり、その暗殺者がミッションを遂行するよりも先に、ミッションを遂行するように指示する。

##### 憤怒の終焉
ラース（Wrath）
『憤怒』を司る熊。ダートムーアの邸宅に近づく敵の集団を殺害し、47自身を守るように指示する。

#### ダートムーアガーデンショー
ソーンブリッジ・マナーの庭園で開催しているガーデニングの大会を舞台としたエスカレーション。他のエスカレーションとは異なり、暗殺対象がランダムで毎回変わる仕様になっている。
マノン・ビューリュー（Manon Beaulieu）
ダートムーアガーデンショーの参加者。ガーデンショーには『Sans Pareil』という現代アートのような作品を出展。独創的な作品でないと勝てないと思っているらしく、常に焦っている。
ケン・タケウチ（Ken Takeuchi）
ダートムーアガーデンショーの参加者。ガーデンショーには『Enshu's Pavilion』という日本庭園風の作品を出展。実際には太鼓橋や仏塔のある中国庭園風なのだが、審査員からは「京都を思い出す」と好評。
エヴェリン・クレーン（Evelyn Crane）
ダートムーアガーデンショーの参加者。ガーデンショーには『God Save the Green』というイギリス式庭園風の作品を出展。作品名はGod Save The Queenのパロディと思われる。
グルシャン・ヤズダニ（Gulshan Yazdani）
ダートムーアガーデンショーの参加者。ガーデンショーには『The Gate of Paradise』という南国庭園風の作品を出展。ブース入口で芝刈り機が故障して動かなくなってしまい、作品の景観が損なわれると憤慨している。

### エルーシブ・ターゲット
ここでは、HITMAN3から登場したターゲットとエルーシブ・ターゲットにのみ登場する人物について記載する。前作、前々作から再登場したターゲットについては以下を参照。
- Hitman_(2016年のゲーム)#エルーシブターゲット
- ヒットマン2#エルーシブ・ターゲット

#### コレクター（The Collector）
コディー・ヘインズ（Kody Haynes）
暗殺対象。絵画を収集するコレクター。幼少の頃から宝物を収集する癖に目覚め、大人になると新進気鋭の若手アーティストの絵画収集に没頭する。周囲の人間はそれを単なる趣味とみていたが、やがてどんなことをしてでも手に入れようとする野心を持った活動をするようになった。現在はシサール・バルトゥのコレクションを全て揃えることに固執している。コディーにシサール・バルトゥの絵画7枚を売った美術商からの依頼で、ソーンブリッジ・マナーにあるシサール・バルドゥの作品の所有者であるアレクサ・カーライルを殺してでも手に入れようとしていることを知り、ICAに暗殺を依頼した。

#### イコノクラスト（The Iconoclast）
ジョアン・ベイズウォーター（Joanne Bayswater）
暗殺対象。一匹狼の女性暗殺者。ICAとは別の暗殺組織で長年優秀な暗殺者として活動していたが、自信過剰で傲慢な性格から一般市民にまで危害を加えるような行動をしたことから、彼女の担当ハンドラーからの密告により追放された。この裏切り行為に復讐心を感じた彼女は組織の人間を抹殺するような動きをするようになった。クライアントはICAに依頼する前に潜伏先のアルゼンチンに刺客を送っているが実行に移す前に既に何人も殺されており、世界最高の暗殺者である47に暗殺の依頼を行った。

#### ライアビリティー（The Liability）
テレンス・チェスターフィールド（Terrence Chesterfield）
暗殺対象。ずさんな建物検査を繰り返している建築検査士。何百人も巻き込んだ違法建築物の崩壊事故や火災事故に唯一関連していると言われている。訴訟沙汰にもなったが、バックボーンである建築会社の弁護により罪を免れている。テレンスの被害者救済の為に設立した私設ファンドのメンバーからの依頼で、ベルリンに活動を移したテレンスの違法検査の被害が出るのが時間の問題であるため、ICAに暗殺を依頼した。
マリオン・キーン（Marion Keene）
テレンスの検査による違法建築物の被害から生き残った女性ガイド。テレンスがベルリンの職場を訪問することを私設ファンドに連絡した。しかし、私設ファンドがテレンスの暗殺の依頼をICAに行っていることは知らない。

#### ハートブレイカー（The Heartbreaker）
フィロ・ニューカム（Philo Newcombe）
暗殺対象。ウェディングプランナー。プランニングする顧客の中に気に入った相手を見つけるとその婚約者を殺害して恋人同士になることを繰り返している。そうした過去の経緯を知った交際相手からの依頼で、アルゼンチンで国際結婚を望んでいる顧客が狙われる恐れがある為、ICAに暗殺を依頼した。
ミシェル・パチェコ、フィービー・モリス（Michelle Pacheco & Phoebe Morris）
フィロにアルゼンチンでの結婚式のプランニングを依頼したレズビアンカップル。

#### 調達人（The Procurers）
ジャック・ロウ（Jack Roe）
暗殺対象。別名「ヤコブ・ロー」と呼ばれるカリスマ料理人。「食材に無駄なものはない」という考えでニューヨークで料理を提供していたが、一時人気が途絶えて母国オランダに帰国。過去を暴露すると脅していた元恋人が事故死し、その死体を処分するために食材に利用して調理して提供したところ再び人気になる。新鮮な死体を提供してくれる人物を探していた際にロンドンでロバートと出会い、葬儀屋と料理人という奇妙なコンビで活動するようになった。その真実を知った匿名のセレブからの依頼で、表沙汰にできないためICAに二人の暗殺を依頼した。
ロバート・バーク（Robert Burk）
暗殺対象。葬儀屋兼エンバーマー。人間の死体にエンバーミングを行って解体してジャックに「食材」と称して提供していた。死亡したザカリー・カーライルにエンバーミングを施して食材として提供するため、ジャックと共にソーンブリッジマナーを訪れている。墓地にいるパーソンズとは同業者故に顔見知りのようで毛嫌いしている。

#### アセンショニスト（The Ascensionist）
アリソン・モレッタ（Alison Moretta）
暗殺対象。社会的地位をえるためには何でもする手練れの詐欺師。いくつかの偽名を持っており、アリソン・モレッタという名前もその偽名の一つで本名は不明。現在アートギャラリーの創設に興味を持っており、ドバイのブルジュ・アル＝カザーリーにある絵画をだまし取るために動いている。クライアントである実業家が死ぬと暗殺依頼が送信される仕組みになっていることに気付かず、その実業家を殺してしまったことでICAに暗殺依頼が届いた。尚、彼女にはちょっとした仕草で人物を見抜く能力があり、どんな服装に変装しても47であることを見抜いている。

#### レイジ（The Rage）
サリー・ボウデン（Sully Bowden）
暗殺対象。別名「クラッシャー」と呼ばれるボクシング元ミドル級チャンピオン。非常に短気で攻撃的な性格をしており、ボクシングの試合でルールを無視した行為を繰り返した結果、試合中に相手選手を殺害。反省の色がなかった為、第三級謀殺罪で有罪となったが、その後国外に逃亡。逃亡先の重慶で殺し合いのストリートファイトのプロモーターをしている。試合で殺された相手選手の家族からの依頼で、息子の無念を晴らすためICAに暗殺を依頼した。

#### ドロップ（The Drop）
アレクシオス・ラスカリディス（Alexios Laskaridis）
演 - ディミトリ・ヴェガス（Dimitri Vegas）
暗殺対象。表向きはEDMの人気DJとして活動している麻薬王。フォロワーからは「ドロップ」と呼ばれている。テクノDJとしての地位を確立していたが、やがてその人脈を利用して麻薬密売の活動をする事が容易であることに気付き、ラスカリディスが経営するクラブは密売ネットワークと切っても切れない関係となった。DJとして成功したクライアントはラスカリディスの勢力拡大に神経を尖らせており、ドイツのクラブを買収して密売拠点にされる恐れがある為、ICAに暗殺を依頼した。

#### ディスラプター（The Disruptor）
2024年11月25日、コナー・マクレガーが過去に行った性暴力事件の判決を受けて、IO InteractiveはX（旧Twitter）の公式アカウントにコナー・マクレガーとのコラボレーションの即時終了を発表。エルーシブ・ターゲットからディスラプターのコントラクトと、エルーシブ・ターゲット・アーケードでディスラプターのコントラクトが含まれたミッションが削除された。
ディスラプター（The Disruptor）
演 - コナー・マクレガー
暗殺対象。世界的に有名なMMAファイター。アークソサエティでティム・クインと決闘を行うが、その素性は謎に包まれている。
ティム・クィン（Tim Quinn）
非殺害対象。クォンタムリープ社のCEO。ディスラプターの対戦相手で、アークソサエティでの試合の主催者。最近MMAにハマり自身は一流のファイターを自負しているが、その実力には疑問が残り、一部株主はティムの死亡によりクォンタムリープ社を乗っ取ることを画策している。ティムに忠実な部下の依頼で、ティムが殺されないように「勝利」するためにICAにディスラプターの暗殺を依頼した。

#### スプリッター（The Splitter）
マックス・ヴァリアント（Max Valliant）
演 - ジャン＝クロード・ヴァン・ダム
暗殺対象。数々の伝説を残しているICAの暗殺者。ヴァリアントが多方面に情報の漏洩を行っていることにICAが気付き、数年前に暗殺を試みて死んだと思われていた。しかし、重慶にあるICAの施設を突如ヴァリアントが襲撃して掌握。目的は不明だが、ヴァリアントはICAに面会を求めてきた。ヴァリアントとの交渉の為にICA理事のアンガス・プリチャードを送ったが、最悪の事態に備えてICAは47にプリチャードの護衛とヴァリアントの暗殺の指示を行った。
クローン・ヴァリアント（Clone Valliant）
ICAの研究員が製作したヴァリアントのクローン人間。

#### バンカー（The Banker）
ル・シッフル （Le Chiffre）
演 - マッツ・ミケルセン
暗殺対象。正体不明の影の銀行家。多くの犯罪組織と繋がりがあり、グローバル市場を操作して株価の変動を意図的に引き起こして富を築いてきた。しかし、最近事業に失敗し、合法、非合法な資金の両方を多く失ってしまったことで深刻な危機に陥っている。何としても資金を取り戻すためパリのカジノ・モナルシークでハイステークスポーカーゲームの大会を開催。クライアントはル・シッフルが優勝することで得る資金が多くの犯罪組織に流れることを危惧しており、ICAに暗殺を依頼した。
オリバー・ワインディング（Oliver Winding）
任意暗殺対象。元CIAの情報提供者で、現在はル・シッフルの部下。エージェント・スミスの素性を知る人物で、このままだと犯罪組織に潜入出来ない為、スミスはカジノへの招待状と引き換えにワインディングの暗殺を47に依頼した。
バイ・シユー（Bai Siyu）
香港出身の社交界の名士でハイステークスポーカーゲームの招待状を所持している。バーでマティーニを呑んでいるが、酒にうるさくバーテンダーに文句を言っている。
アビヒート・ランガン（Abhijeet Rangan）
インドの有名なギャンブラーで、HITMAN 2の登場人物であるダウッド・ランガンの弟。ハイステークスポーカーゲームの招待状を所持している。ル・シッフルに挑んでは負けるを繰り返しており、負けることに耐え切れずルーレットでゲームをしている。47に1000万ドルのチップを賭けた勝負を申し込む。
ミスター・ジェイムソン（Mr. Jameson）
カジノ・モナルシーク最上階のプライベートカジノで行われているテキサス・ホールデムのディーラー。雇い主のル・シッフルが勝つようにカードを配るイカサマを行っているが、内心ではその事に負い目を感じている。

## 開発
本作は2020年6月11日に開催されたPlayStation 5の発表イベントにて、発表された。開発者は、リブートシリーズの前2作よりも「より成熟し、シリアスでダークなもの」になると述べている。開発元のIO Interactiveは、2021年1月20日にEpic Games Store、PlayStation 4、PlayStation 5、Xbox One、Xbox Series X / S、およびストリーミングサービスStadiaを介してWindows向けにゲームを直接自社で販売した。特筆すべきこととして、Nintendo Switchでもクラウドベースで遊べるようになっており、任天堂のプラットフォームにヒットマンシリーズの作品がリリースされたのは、2003年のニンテンドーゲームキューブ版『Hitman2: Silent Assassin』以来、ほぼ18年ぶりのことである。

## 評価
レビュー集計サイトのMetacriticでは、「概ね肯定的」とされている。
IGNは9/10の評価を与え「リッチでやりがいがありリプレイ性が高い本作は、IOの個性的でありながらも人気が高いステルスシリーズの中でも素晴らしい作品であった」と書いている。GamesRadar+は4.5/5とし、「楽しく想像力に富んだ殺人や探索による美しいステージ、そして信じられないほどの世界構築」と称賛し、「3部作の完結編として素晴らしい作品であった」と評した。GameSpotは、「ヒットマンシリーズの美点―レベルデザインや創造性、試行や探索―が、本作は素晴らしい」と書いている。
週刊ファミ通 2021年9月30日号では、ローリング内沢、ウワーマン、ジゴロ☆芦田、本間ウララのレビューで10点満点中9点が3人、8点が1人の合計35点のプラチナ殿堂入りを獲得した。